# Fadl Allah Nuri
El xeic Fadl Allah Nuri o Fazlollah Noori (persa: فضل‌الله نوری) (Lashak, 27 de novembre de 1843 - Teheran, 31 de juliol de 1909) fou un dels més destacats ulemes contraris a la constitució de Pèrsia el 1906-1909. Després de fer estudis religiosos va participar en el moviment contra les concessions del tabac del 1890-1891. Va donar suport a les reformes financeres del sadr-i azam Ayn al-Dawla (1903) del que va acceptar un alt càrrec però quan el seu règim es va enfonsar (juliol del 1906) es va haver d'unir als constitucionalistes. Va patir un eclipsi però el 1907 amb suport econòmic del xa, va començar a escriure contra la constitució com a contrària a la xara, i va reclamar una constitució islàmica. Després de l'assassinat del primer ministre Amin al-Sultan, el xa li va retirar aparentment el suport; va participar en les manifestacions reialistes del desembre de 1907 però no va tornar a primer pla fins al cop d'estat del juny de 1908 quan va ser l'autor intel·lectual de la doctrina contrària a la constitució que deia que era oposada a cinc principis de l'islam, a la manera de governar en un estat xiïta i contraria al que representava la mateixa figura del xa. Quan va abdicar el xa el juliol de 1909, no va voler refugiar-se a la legació russa amb el sobirà i altres oposats a la constitució i fou fet presoner, sent jutjat i executat el 31 de juliol de 1909.